# Richard Stappenbeck
Richard Stappenbeck, auch Ricardo Stappenbeck, (* 2. Mai 1880 in Salzwedel; † 12. Juli 1963 in München) war ein deutscher Geologe, bekannt für Forschungen zur Geologie Argentiniens. Er war Professor für Ingenieurgeologie an der TH Charlottenburg.
Er erforschte die Andenregion Argentiniens (und Orogenese der Anden) und trug zur Entdeckung des Ölfeldes von Comodoro Rivadavia bei. Insbesondere ist er aber für grundlegende Arbeiten zur Hydrogeologie Argentiniens bekannt. Er veröffentlichte über Ölvorkommen und Lagerstätten in Argentinien und nutzbare Mineralien in Südamerika. Dabei arbeitete er zeitweise für das Landwirtschaftsministerium in Argentinien.
Er wurde 1905 in Berlin promoviert (Über Stephanospondylus n. g. und Phanerosaurus H. v. Meyer) und war ein Schüler von Josef Felix Pompeckj.
Stappenbeck wurde im Gründungsjahr 1910 Mitglied der Geologischen Vereinigung und im Gründungsjahr 1912 Mitglied der Paläontologischen Gesellschaft.

## Schriften
- La Precordillero de San Juan y Mendoza, Anales del Ministerio de Agricultura / Dirección General de Minas, Geología e Hidrología, Buenos Aires 1910
- Estudios geológicos e hidrogeológicos en la zona subandina de las provincias de Salta y Tucumán, Anales del Ministerio de Agricultura 1921
- Geologie und Grundwasserkunde der Pampa, Stuttgart: Schweizerbart 1926
- Die Minerallagerstätten Südamerikas und ihre Bedeutung für das Deutsche Reich, Zeitschrift des Deutschen Wissenschaftlichen Vereins zur Kultur- und Landeskunde Argentiniens. Band 2, H. 2, S. 106–117 und H. 3, S. 142–173, Buenos Aires 1916
- Übersicht über die nutzbaren Lagerstätten Argentiniens und der Magalhaesländer, Z. f. Prakt. Geologie 18, 1909
- Geologie des Chicamatales in Nordperu und seiner Anthracitlagerstätten, Geologische und palaeontologische Abhandlungen; N. F. Bd. 16 (= Der ganzen Reihe Bd. 20,) H. 4, Jena: G. Fischer 1929
- Ausbildung und Ursprung der oberschlesischen Bleizinkerzlagerstätten, Archiv für Lagerstättenforschung, Heft 41, 1929
- Karte der Minerallagerstätten von Süd-Amerika = Mapa de los yacimientos de minerales de Sud-América = Mappa des jazidas mineraes de America do Sul, Berlin: Reimer 1926 (Maßstab 1:3.750.000, mit 8 Nebenkarten)